# Macromia kiautai
Macromia kiautai – gatunek ważki z rodziny Macromiidae.